# Van Zandt County
Van Zandt County är ett administrativt område i delstaten Texas, USA, med 52 579 invånare (2010). Den administrativa huvudorten (county seat) är Canton. 

## Geografi
Enligt United States Census Bureau har countyt en total area på 2 225 km². 2 199 av den arean är land och 26 km² är vatten.

### Angränsande countyn
- Rains County - norr
- Wood County - nordost
- Smith County - öster
- Henderson County - söder
- Kaufman County - väster
- Hunt County - nordväst